# Хессель, Бернд
Бернд Хе́ссель (нем. Bernd Hessel; 3 июля 1961, Мюнхен) — немецкий гребец-байдарочник, выступал за сборную ФРГ в первой половине 1980-х годов. Участник летних Олимпийских игр в Лос-Анджелесе, бронзовый призёр чемпионатов мира, победитель многих регат национального и международного значения.

## Биография
Бернд Хессель родился 3 июля 1961 года в Мюнхене. Активно заниматься греблей начал в раннем детстве, проходил подготовку в Берлине в столичном одноимённом спортивном клубе «Берлин».
Первого серьёзного успеха на взрослом международном уровне добился в 1982 году, когда попал в основной состав национальной сборной ФРГ и побывал на чемпионате мира в югославском Белграде, откуда привёз награду бронзового достоинства, выигранную в четвёрках на дистанции 1000 метров — при этом его партнёрами были гребцы Маттиас Зеак, Оливер Зеак и Франк Реннер. Лучше в финальном заезде финишировали только экипажи Швеции и ГДР.
Благодаря череде удачных выступлений Хессель удостоился права защищать честь страны на летних Олимпийских играх 1984 года в Лос-Анджелесе — в составе четырёхместного экипажа, куда также вошли гребцы Оливер Кегель, Детлеф Шмидт и Райнер Шолль, дошёл до финальной стадии километровой программы, но в решающем заезде показал лишь восьмой результат. Вскоре по окончании этих соревнований принял решение завершить карьеру профессионального спортсмена, уступив место в сборной молодым немецким гребцам.